# Yabu Meizan
Yabu Meizan (tiếng Nhật: 藪 明山, tên khai sinh Yabu Masashichi (藪 政七), (20 tháng 1 năm 1853  –  1934) là một nghệ sĩ và chủ xưởng người Nhật Bản nổi tiếng với việc vẽ tranh trên sứ. Ông là nhà sản xuất đồ sứ satsuma với số lượng lớn nhất. Thuật ngữ gốm sứ satsuma ban đầu chỉ được đặt ra nhằm ám chỉ đồ sứ được vẽ nghệ thuật từ tỉnh Satsuma. Sau này, thuật ngữ trên được mở rộng ra, bao hàm cả sứ chất lượng thấp được sản xuất hàng loạt để xuất khẩu, trong khi Meizan là một trong những nghệ sĩ tiếp tục truyền thống chất lượng nghệ thuật cao trong khi cũng xuất khẩu thành công. Ông được coi là "hoàng tử" của loại hình nghệ thuật này. Ngày nay, các tác phẩm của ông được nhiều nhà sưu tập tìm kiếm. Một bộ sưu tập lớn các tác phẩm nghệ thuật của ông hiện là một phần của Bộ sưu tập nghệ thuật Nhật Bản Khalili.

## Cuộc đời và sự nghiệp
Yabu Meizan sinh ngày 20 tháng 1 năm 1853 tại Nagahori, Osaka. Năm 1880, ông mở xưởng sản xuất đồ gốm ở Osaka, tuyển mộ và đào tạo nghệ sĩ làm gốm. Gốm dùng làm chế tác được ông mang từ lò Chin Jukan ở tỉnh Satsuma đến Osaka để trang trí. Nhà sáng lập bảo tàng nghệ thuật người Mỹ Charles Parsons kể lại chuyến viếng thăm xưởng của Meizan trong cuốn sách Ghi chú về một chuyến đi vòng quanh thế giới vào năm 1894 và 1895 như sau:
 "Ông ấy rất nổi tiếng. Ông có 17 người đàn ông và con trai đều cùng làm việc, tất cả đều làm công việc trang trí. Ông đảm nhận vai trò thiết kế và tận tụy hướng dẫn những đứa con cẩn thận trong khi thực hiện công việc. Một vài nghệ nhân ở đây là những người lao động rất tuyệt vời. Tất cả đều trật tự, gọn gàng và im lặng, không nói lời nào".
 Meizan tích cực tiếp thị công việc của mình trên phạm vi quốc tế cũng như trong nước, đóng vai trò tích cực trong việc tổ chức trình bày các sản phẩm của Nhật Bản tại các hội chợ trên thế giới. Điều này mang lại cho ông sự hoan nghênh lớn cũng như nguồn thu nhập dồi dào. Thành công của ông đã truyền cảm hứng cho một xưởng khác sử dụng tên và bắt chước phong cách của ông, nhưng độ tinh tế và chi tiết thì không thể sánh bằng. Sự nghiệp của ông lao dốc trong Thế chiến I khi chiến tranh và bất ổn kinh tế gây khó khăn cho việc điều hành một doanh nghiệp xuất khẩu. Nghệ thuật Nhật Bản cũng không được lòng người mua Mỹ và châu Âu, những người dần dần ngó lơ thị trường Nhật để chuyển hướng sang Trung Quốc.

## Phong cách
Các tác phẩm của Meizan được đặc trưng bởi cách trang trí tỉ mỉ dựa trên việc sử dụng các tấm lát bằng đồng. Những tấm đồng khắc này ban đầu sẽ được dùng để in các thiết kế trên giấy, sau đó chúng sẽ lần lượt được cắt để dán các tấm giấy nến vẽ lên trên lọ hoặc đĩa. Đồ trang trí của ông sử dụng các chủ đề của Trung Quốc và Phật giáo cho đến những năm 1890, khi ông bắt đầu sử dụng nhiều hơn những biểu tượng của Nhật Bản, như ngư dân hoặc samurai chiến đấu. Trong quá trình sáng tác, Meizan thường vẽ hoặc sao chép các bản in phổ biến của nhiều nghệ sĩ, trong đó có Hiroshige. Các thiết kế của ông ngày càng có thêm nhiều chi tiết hơn. Một tác phẩm có thể mô tả hàng ngàn bông hoa hoặc con bướm, hoặc hàng trăm người trong một đám rước. Cuối sự nghiệp, Meizan áp dụng một cách tiếp cận khác, bao quát toàn bộ bình hoa trong một mô típ duy nhất. Hướng nghệ thuật mới này có thể xem như lấy cảm hứng từ ý kiến của các nhà phê bình. Tuy nhiên, nó là một thất bại thương mại vào thời điểm đó. Người mua vẫn ưa chuộng mẫu thiết kế chật kín trên sản phẩm.

## Triển lãm
Từ 1885 đến 1916, Meizan trưng bày các tác phẩm nghệ thuật của mình tại một số cuộc triển lãm quốc gia và hội chợ thế giới và giành được nhiều huy chương. Trong số này có thể kể đến Triển lãm Kyoto lần thứ tư năm 1885 (nơi ông giành được huy chương đồng), Triển lãm Paris năm 1899 và năm 1900, Triển lãm tại Louisiana, Hoa Kỳ năm 1904, Triển lãm nghệ thuật London-Nhật Bản Triển lãm năm 1910. Đối với buổi triển lãm tổ chức tại Louisiana, Meizan vinh dự được bổ nhiệm làm thư ký Hiệp hội Triển lãm Nhật Bản, có nhiệm vụ tổ chức, sắp xếp và trang trí hội trường. Triển lãm quốc tế cuối cùng của ông là Triển lãm quốc tế Panama Thái Bình Dương năm 1915 tại San Francisco.
Sau này, các tác phẩm của Meizan cũng được đưa vào các buổi triển lãm cho Bộ sưu tập Khalili tại Bảo tàng Quốc gia xứ Wales và Cardiff lần lượt những năm 1994 và 1995. Bộ sưu tập của ông cũng hiện diện tại Trung tâm Nghệ thuật Wilmington, Delwar năm 1999, tại Bảo tàng Nghệ thuật Portland năm 2002 và Bảo tàng Van Gogh, Amsterdam năm 2006.

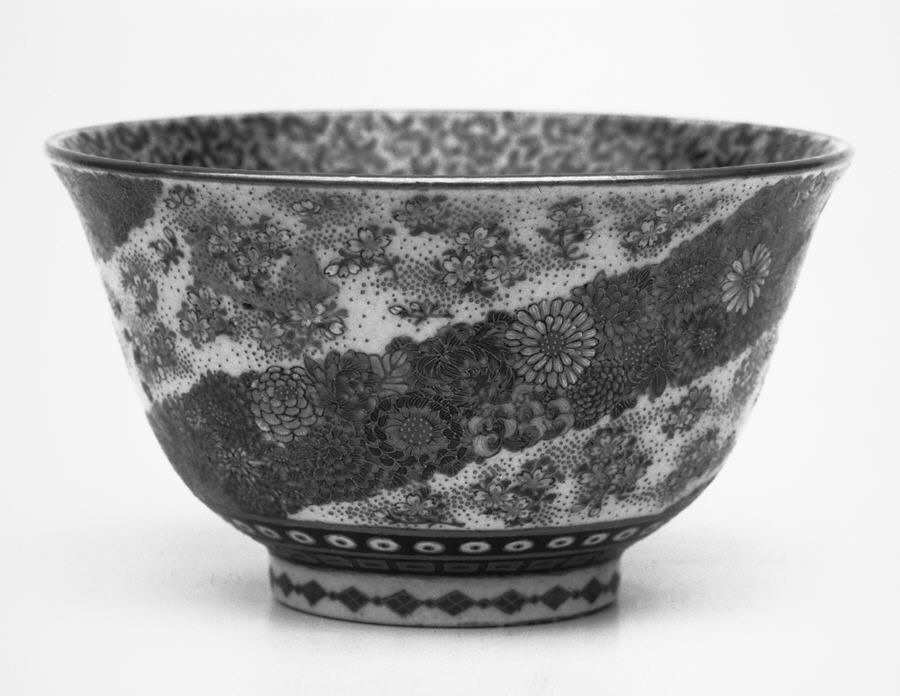
Một chiếc bát vào cuối thế kỷ 19 (trưng bày tại Bảo tàng nghệ thuật Metropolitan)
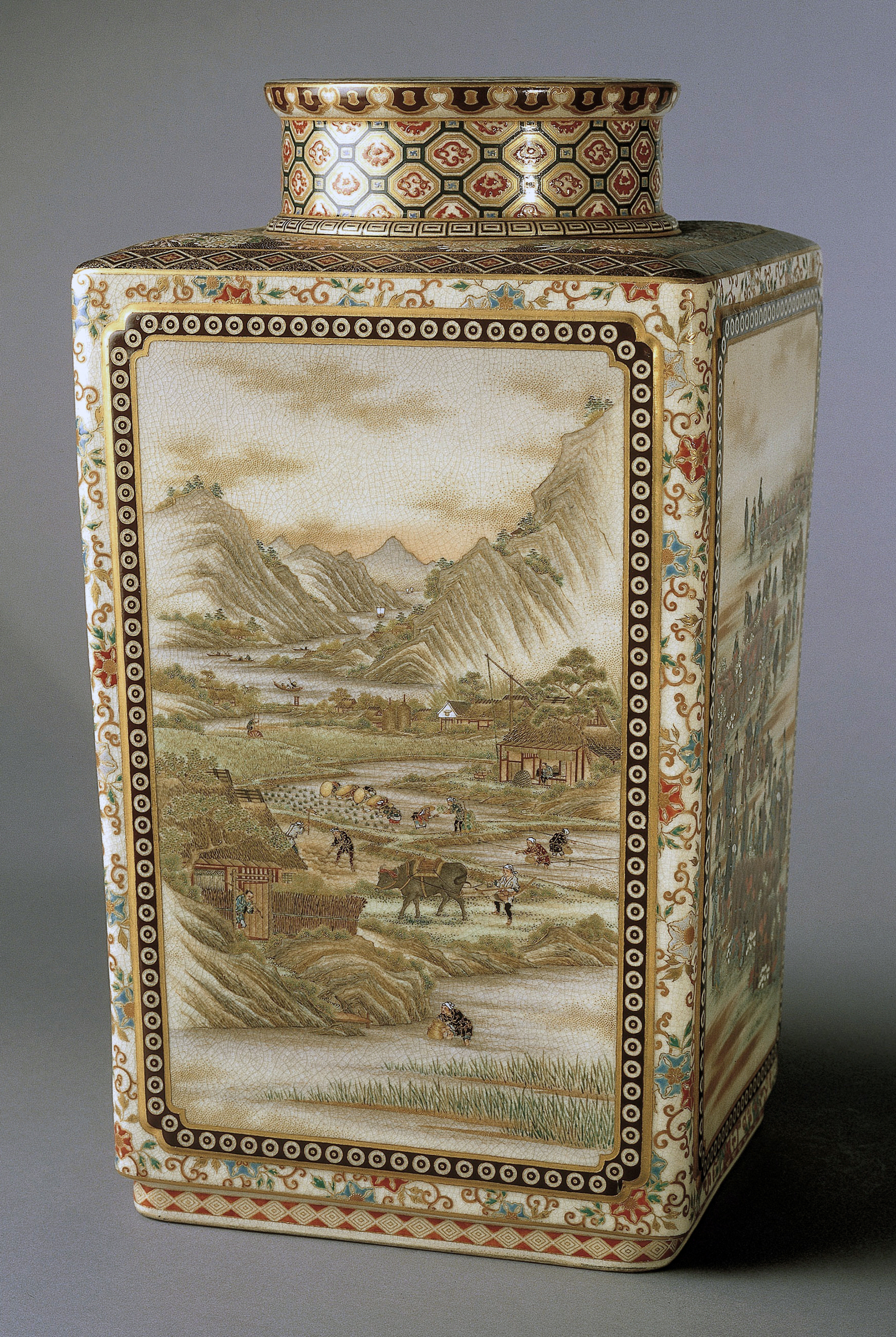
Một chiếc bình vào khoảng năm 1890 trong Bộ sưu tập Nghệ thuật Nhật Bản Khalili
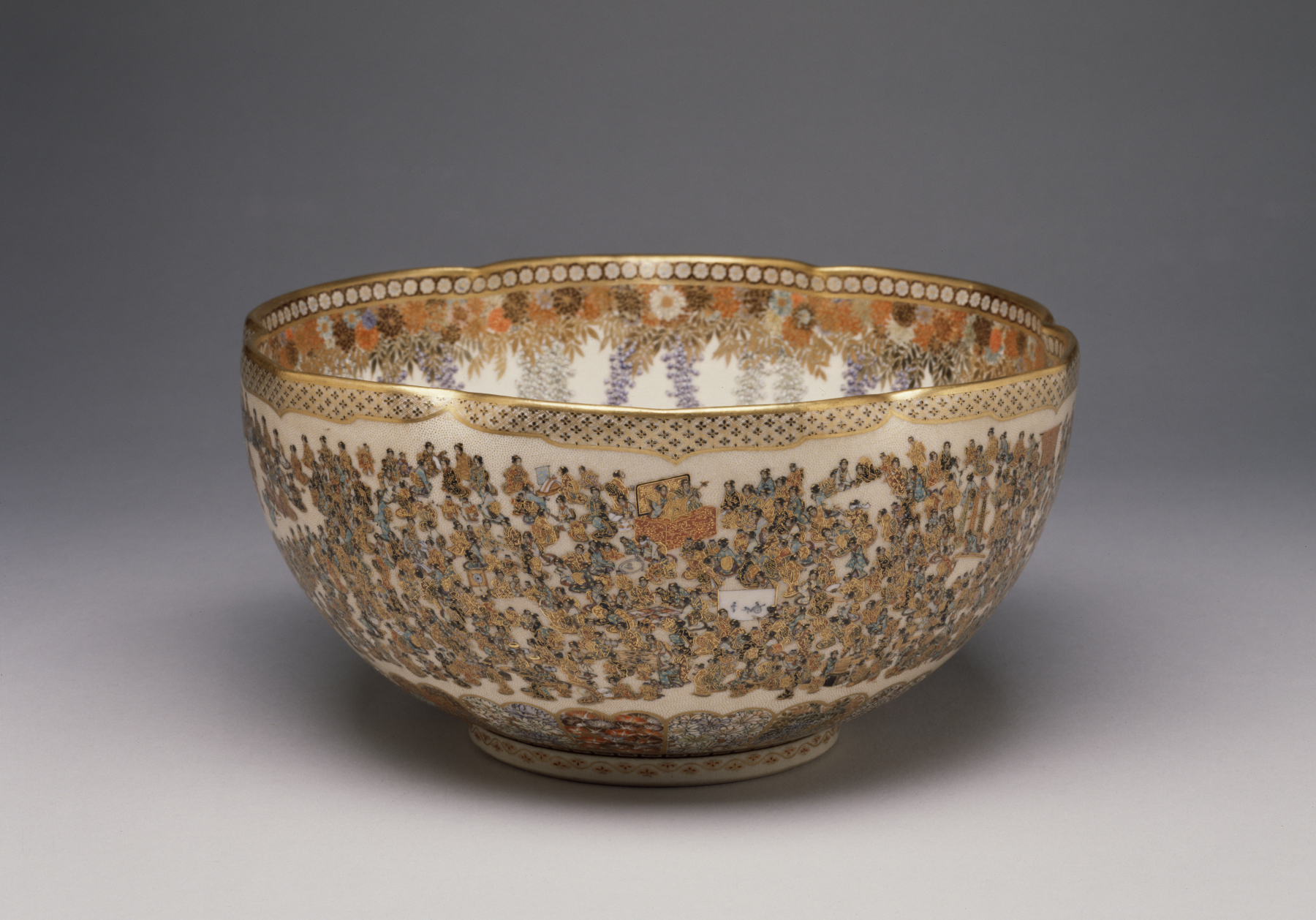
Chiếc bát với hoa văn là hình vô số phụ nữ, khoảng năm 1904. (trưng bày tại Bảo tàng nghệ thuật Walters
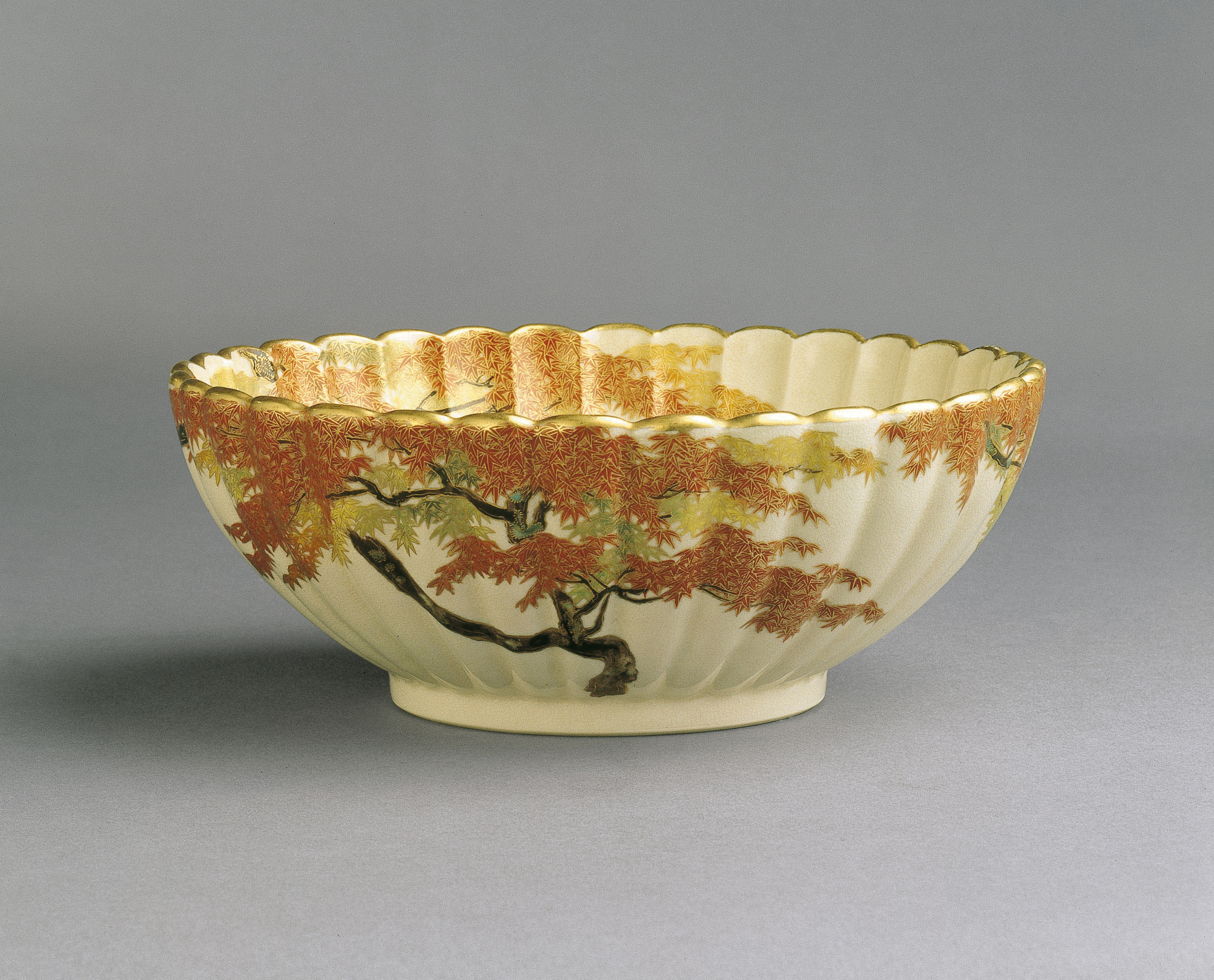
Một chiếc bát vào khoảng năm 1910 trong Bộ sưu tập Nghệ thuật Nhật Bản Khalili